# کوشنیا
کوشنیا (انگلیسی: Kushnya) یک شهرک در شهرستان کالتاسینسکی استان باشقیرستان کشور روسیه است.